# Ірина Райхенберг
Ірина Райхенберг (1936, м. Львів — 2007 м. Київ) — єврейська дівчинка, яку Роман Шухевич врятував від Голокосту.

## Біографія
З вересня 1942 по лютий 1943 Наталія Шухевич, дружина головного командира УПА Романа Шухевича, переховувала в своєму будинку від переслідування нацистами сусідську єврейську дівчинку Ірину Райхенберг (в іншій транскрипції Райсинберг, Райтенберг), якій у той час було 7 років.
В спогадах Юрій, син Романа Шухевича, згадує, що на початку війни сім'я Шухевичів мешкала у Львові, на вулиці Королеви Ядвіги, де їх сусідами була єврейська сім'я Вольфа і Ружі Райхенберг, які володіли магазином тканин. Їхню старшу дочку Ірму Райхенберг німці застрелили на вулиці в 1942 року, а молодша Ірина почала жити в сім'ї Шухевичів, вона готувалася піти до школи.
Роман Шухевич, використовуючи свої можливості, допоміг з виготовленням для дівчинки нових документів на ім'я українки Ірини Василівни Рижко. Рік народження дівчинки було змінено з 1936 на 1937 . Відповідно до нових документів Ірина значилася дочкою загиблого радянського офіцера.
Після арешту Наталії Шухевич в 1943 році Гестапо Роману Шухевичу вдалося переправити дівчинку в сирітський притулок при жіночому греко-католицькому монастирі Василіанок в Пилипові, поблизу містечка Куликів, що за 30 кілометрів від Львова, де Ірина і перебувала до кінця війни, переживши німецьку окупацію і Голокост.

У 1956 році Ірина надіслала настоятельниці монастиря лист зі своєю фотографією.
Врятована жінка мешкала в Україні і померла 2007 року в Києві у віці 72 років. В Києві мешкає її син Володимир. Юрій Шухевич зустрічався з ним, вже після смерті його матері.
Прізвище Райхенберг міститься в базі даних жертв нацистів меморіалу Яд-Вашем в Ізраїлі
За даними Гестапо, представники ОУН і УПА неодноразово допомагали переховуватися євреям і виготовляли для них документи, зокрема тим, хто надавав підтримку або співпрацював з ОУН і УПА.